# Eric Drummond, 7. Earl of Perth

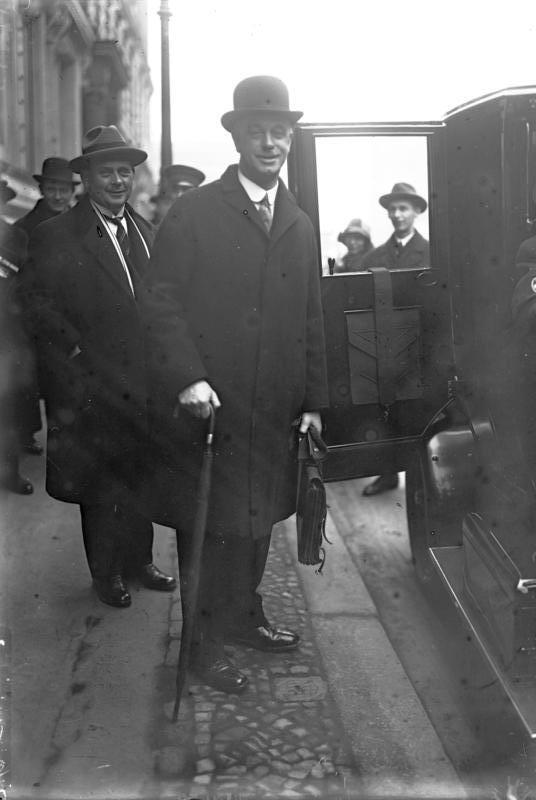
Sir Eric Drummond, 1931

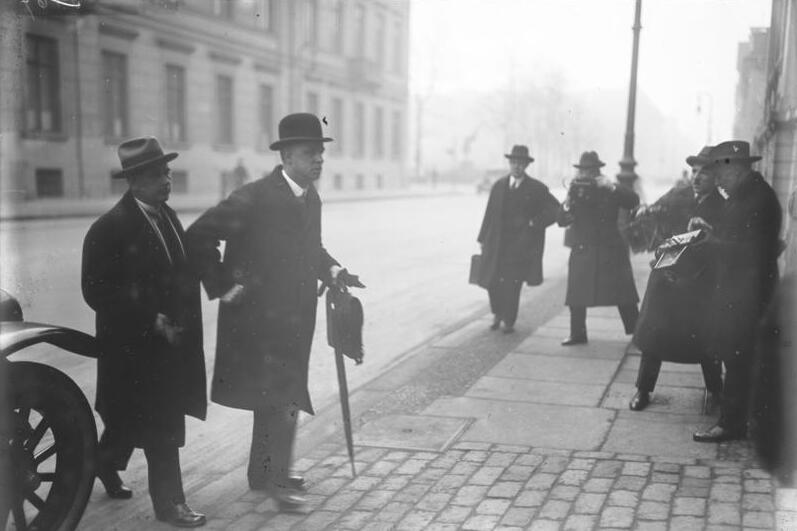
Sir Eric Drummond, 1931

James Eric Drummond, 7. Earl of Perth GCMG, CB (* 17. August 1876 in North Yorkshire; † 15. Dezember 1951) war ein britischer Politiker und Diplomat; er war 1919 bis 1933 der erste Generalsekretär des Völkerbundes.
Er war der zweite Sohn des James David Drummond, 8. Viscount of Strathallan (1839–1893) aus dessen zweiter Ehe mit Margaret Smythe. Beim Tod seines älteren Halbbruders William Drummond, 6. Earl of Perth, erbte er 1937 dessen schottische Adelstitel als 7. Earl of Perth, 10. Viscount of Strathallan, 10. Lord Drummond, 12. Lord Maderty, sowie 10. Lord Drummond of Cromlix und wurde Chief des Clan Drummond.
Drummond trat nach Ende seiner Ausbildung am Eton College 1900 in die Dienste des britischen Foreign and Commonwealth Office; unter anderem arbeitete er als Privatsekretär des stellvertretenden Außenministers und nach 1916 des Außenministers Arthur Balfour. In dieser Position nahm er auch an der Pariser Friedenskonferenz teil, die ihn 1919 mit der Gründungsurkunde zum ersten Generalsekretär des Völkerbundes bestimmte.
1933 trat er zurück und wurde als britischer Botschafter nach Italien gesandt. Diese Position hatte er bis zum Beginn des Zweiten Weltkriegs inne.
Während des Zweiten Weltkrieges leitete Drummond die Abteilung für Außenpolitik im britischen Informationsministerium. 1941 wurde er als schottischer Representative Peer Mitglied des britischen House of Lords und 1947 stellvertretender Vorsitzender der Liberal Party. Beide Ämter behielt er bis zu seinem Tod 1951.
Drummond war seit 1904 mit Hon. Angela Mary Maxwell-Constable (1877–1965), Tochter des Marmaduke Maxwell-Constable, 11. Lord Herries of Terregles, verheiratet und hatte mit ihr drei Töchter, sowie einen Sohn, John Drummond, der bei seinem Tod die Titel erbte.

## Orden und Ehrenzeichen
- 1914: Companion des Order of the Bath (CB)
- 1916: Knight Commander des Order of St Michael and St George (KCMG)
- 1934: Knight Grand Cross des Order of St Michael and St George (GCMG)